# Montcorbon
Montcorbon is een plaats en voormalige gemeente in het Franse departement Loiret in de regio Centre-Val de Loire en telt 432 inwoners (1999). De plaats maakt deel uit van het arrondissement Montargis.

## Geschiedenis
Montcorbon is op 1 januari 2016 gefuseerd met de gemeente Douchy tot de gemeente Douchy-Montcorbon. 

## Geografie
De oppervlakte van Montcorbon bedraagt 27,0 km², de bevolkingsdichtheid is 16,0 inwoners per km².
De onderstaande kaart toont de ligging van Montcorbon met de belangrijkste infrastructuur en aangrenzende gemeenten.

## Demografie
Onderstaande figuur toont het verloop van het inwonertal (bron: INSEE-tellingen).